# Consulta Popular sobre el nuevo Aeropuerto de la Ciudad de México
La Consulta Nacional sobre el Nuevo Aeropuerto de la Ciudad de México fue un proceso de consulta de opinión, no vinculante y no regulado por la ley federal de consulta popular, que se llevó a cabo del 25 al 28 de octubre de 2018. El ejercicio fue realizado por el gobierno de transición de Andrés Manuel López Obrador, días antes de que asumiera la presidencia de México.
La consulta fue organizada por un consejo ciudadano conformado por académicos y organizaciones, entre ellas la Fundación Arturo Rosenblueth, la cual se hizo cargo del conteo de los votos. De acuerdo con el coordinador de Comunicación Social del gobierno electo, el costo del ejercicio fue de 1.5 millones de pesos y se financió con aportaciones voluntarias de los legisladores federales de Morena.

## Pregunta

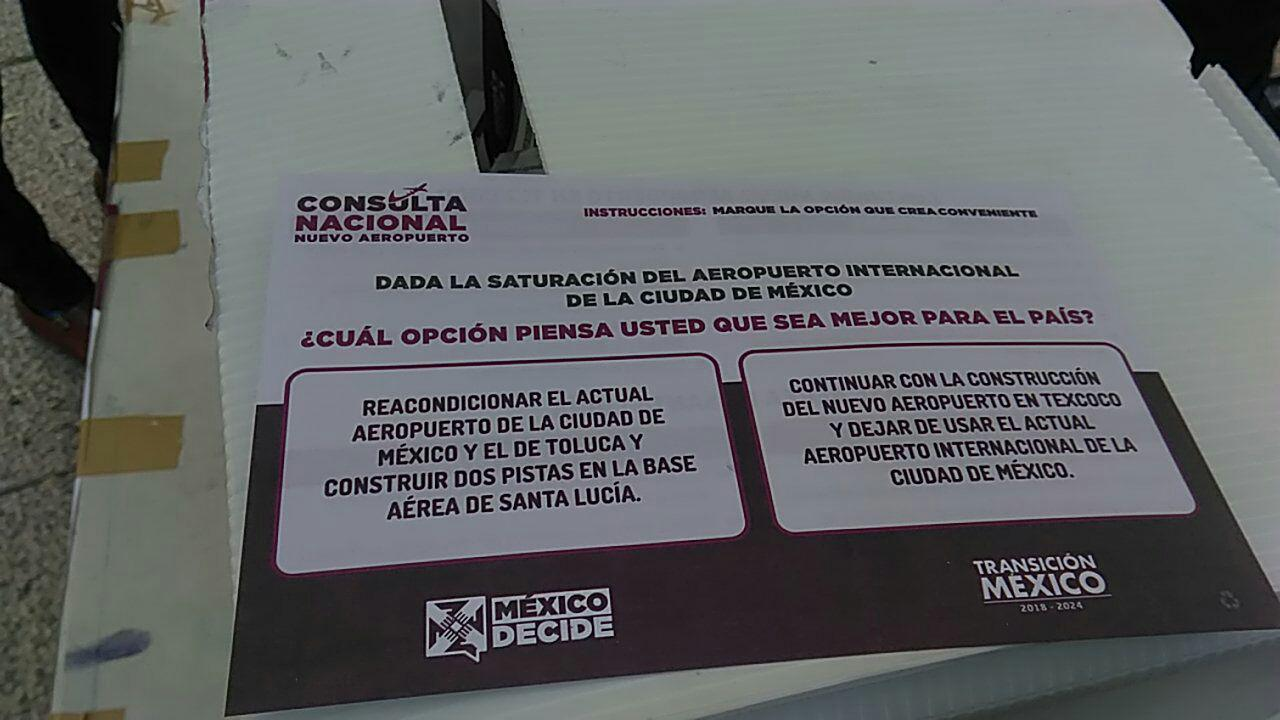
Papeleta de consulta.

Se definió una única pregunta con dos posibles respuesta:
Dada la saturación del Aeropuerto Internacional de la Ciudad de México:
¿cuál opción piensa usted que sea mejor para el país?
1. Reacondicionar el actual aeropuerto de la Ciudad de México y el de Toluca y construir dos pistas en la base aérea de Santa Lucía.
2. Continuar con la construcción del nuevo aeropuerto en Texcoco y dejar de usar el actual Aeropuerto Internacional de la Ciudad de México.

## Antecedentes
Durante las campañas electorales en el marco de las elecciones federales de México de 2018 el candidato Andrés Manuel López Obrador promovió la idea de expandir la actual base aérea de Santa Lucía en lugar de continuar con la construcción del Nuevo Aeropuerto Internacional de la Ciudad de México.
Se han iniciado múltiples debates al respecto, desde lo político si dicha consulta es constitucional o vinculante, hasta la viabilidad técnica de dicho proyecto que ha sido cuestionada debido a que la zona de construcción del Nuevo Aeropuerto se encuentra en el Lago de Texcoco.
Durante el gobierno del expresidente Felipe Calderón también se planteó la ampliación de la terminal aérea capitalina, sin embargo la Comisión Nacional del Agua alertó sobre los posibles riesgos medioambientales que esto podría ocasionar, por lo que en su momento el gobierno en turno tomó la decisión de descartar esta medida.
En el estudio Conclusiones sobre la Factibilidad del Nuevo Aeropuerto Internacional de la Ciudad de México en el Lago de Texcoco, desde el Punto de Vista Hidrológico, en el que señala que esta zona presenta hundimientos acelerados que van de los 13 a los 20 centímetros por año y es altamente riesgosa por la presencia de tormentas de fuerte intensidad que provocan inundaciones.
Se ha propuesto que la iniciativa privada continue con dicho proyecto sin la inversión de más fondos federales.

## Controversias
Se esperaba que el aeropuerto de continuar con su construcción entrara en operaciones para el año 2020. Según el Grupo Aeroportuario de la Ciudad de México, el avance de obra y de financiamiento estaba al 30%. La Auditoría Superior de la Federación (ASF) encontró diversas irregularidades en los recursos federales canalizados a la construcción del Nuevo Aeropuerto de la Ciudad de México, como retrasos en la obra, pagos relacionados con la construcción de la barda y actualizaciones de precios no justificadas. De acuerdo con la tercera entrega de la Fiscalización de la Cuenta Pública 2016, la ASF encontró varias irregularidades en la auditoría realizada al Grupo Aeroportuario de la Ciudad de México (GACM) en diversos tipos de obras. Entre ellas están la terminal aérea, subestaciones eléctricas, la barda perimetral, la construcción de pistas y el acarreo de materiales, todos los cuales representan 865 millones de pesos por aclarar, de acuerdo con los informes 357-DE, 354-DE, 362-DE, 363-DE, 364-DE, 365-DE.
Los defensores del proyecto han argumentado que este tiene una gran importancia ya que puede ser un detonante económico importante, además que de cancelarlo podría darse una mala imagen a los inversionistas extranjeros que se cuestionarían si es seguro invertir en el país. Carlos Slim ha afirmado que el hundimiento en la zona es algo lógico debido a las condiciones en las que se encuentra el Valle de México, consideró que se debe detener con la extracción de agua del manto acuífero. Además que aseguró que lo principal no debe ser el costo del mismo, sino los efectos positivos que traerá una vez que este construido.
Los opositores a la consulta han incluso afirmado que esta es un intento de manipulación al pueblo y lo tachan como un acto de demagogia. Militante del PAN han afirmado que la consulta carece de legitimidad y que es un proceso poco transparente, que debería ser llevado a cabo por la Cámara de Diputados o Senadores, además de que la selección de los municipios no es una muestra representativa. El PRD también se ha opuesto a esta señalando que viola el Artículo 35 constitucional y la Ley Federal de Consulta popular, que inclusive pretender atraer el caso a la Suprema Corte de Justicia al considerarla como un proceso ilegal y no vinculante. Afirmaron que de querer llevar a cabo este proceso deben satisfacerse todos los requisitos legales. En tanto, el coordinador del Partido Revolucionario Institucional (PRI), Miguel Ángel Osorio Chong, dijo que se deben tomar en cuenta la opinión de los expertos, pues la consulta solo considera a “una pequeñísima parte de la población y no se está realizando de acuerdo con lo establecido en las normas”.

### Veracidad de las premisas de la consulta
La veracidad de las ventajas enumeradas para la alternativa de Santa Lucía por la boleta de la consulta ha sido cuestionada:

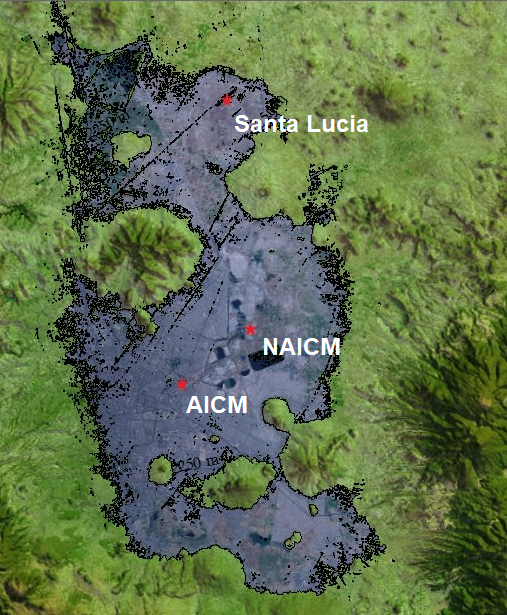
Aeropuertos construidos en el ex-lago de Texcoco

| Argumento en favor de Santa Lucía                                      | Cuestionamiento |
| ---------------------------------------------------------------------- | --- |
| Menor costo de construcción y mantenimiento                            | El costo del aeropuerto en Texcoco sería de 285,000 mdp. Sin embargo el dictamen independiente del Colegio de Ingenieros Civiles de México estimó que el costo verdadero de Santa Lucía sería de 385,738 mdp, calificando al estimado de costos de Grupo Riobóo como "poco realista y subestimado", haciendo notar que "el costo por m2 se está considerando en la terminal por 4,600 pesos, cuando en el mercado anda alrededor de 20,000 pesos y de 15,000 pesos para construcciones muy económicas", para marzo de 2022, cuando fue inauguado y quedando aun sin concluir la obra el costo total, considerando los 115,981 millones de pesos gastados hasta ese momento en la obra, mas los 331,996.5 millones de pesos por cencepto de cancelación del NAIM y sin aun considerar los costos de las "obras conexas" ya acendia a 447,977 millones de pesos. |
| Mejores condiciones para operar y bajo impacto ambiental               | El Colegio de Pilotos Aviadores de México rechazó que Santa Lucía tuviera mejores condiciones para operar. Activistas han señalado que abandonar el aeropuerto en construcción en Texcoco más el impacto ambiental de construir Santa Lucía resultará en un impacto ambiental más grande que continuar con Texcoco. |
| Operaría en menos tiempo                                               | La fecha de apertura del aeropuerto en construcción en Texcoco sería mediados de 2022. Grupo Rióboo a pesar de no contar con ningún diseño a detalle promete construir un aeropuerto civil en Santa Lucía en 2 años, sin embargo el Instituto de Ingeniería de la UNAM estima que tardarían mínimo 2 años los estudios de suelo necesarios para empezar a construir en Santa Lucía debido a que su suelo también es lacustre, retrasando la fecha de apertura a mínimo 2023. |
| La Organización de Aviación Civil Internacional ratificó su viabilidad | La OACI nunca evaluó la viabilidad de Santa Lucía. El documento citado por los organizadores de la consulta para soportar tal afirmación de hecho califica a la alternativa de Santa Lucía como insuficiente y valida Texcoco como el mejor lugar para construir un aeropuerto. |

### Encuestas
Varias de las otras encuestas realizadas por periódicos y agencias de mercado y opinión mostraron una tendencia a favor de continuar con la construcción del Nuevo Aeropuerto de la Ciudad de México en Texcoco.
| Empresa           | Publicación      | Texcoco | Santa Lucía | Indecisos |
| ----------------- | ---------------- | ------- | ----------- | --------- |
| Enkoll            | 24 de octubre    | 42,0%   | 30,5%       | 27,5%     |
| Consulta Mitofsky | 21 de octubre    | 42,6%   | 29,8%       | 27,6%     |
| El Universal      | 17 de octubre    | 42,1%   | 36,3%       | 21,6%     |
| Consulta Mitofsky | 3 de octubre     | 39,3%   | 16,5%       | 44,2%     |
| El Financiero     | 25 de septiembre | 63,0%   | 30,0%       | 7,0%      |
| Consulta Mitofsky | 17 de septiembre | 42,0%   | 19,4%       | 38,6%     |
| El Financiero     | 29 de agosto     | 59,0%   | 33,0%       | 8,0%      |